# David di Donatello 2003
La cerimonia di premiazione della 48ª edizione dei David di Donatello si è svolta il 9 aprile 2003 alla Sala Sinopoli dell'Auditorium Parco della Musica di Roma. Il galà è stato condotto da Lorella Cuccarini e Massimo Ghini e trasmesso in diretta su Rai Due in prima serata.

## Vincitori e nominati
Vengono di seguito indicati in grassetto i vincitori.
Miglior film
- La finestra di fronte, regia di Ferzan Özpetek
- Ricordati di me, regia di Gabriele Muccino
- L'imbalsamatore, regia di Matteo Garrone
- L'ora di religione, regia di Marco Bellocchio
- Respiro, regia di Emanuele Crialese

Miglior regista
- Pupi Avati - Il cuore altrove
- Gabriele Muccino - Ricordati di me
- Marco Bellocchio - L'ora di religione
- Matteo Garrone - L'imbalsamatore
- Ferzan Özpetek - La finestra di fronte

Miglior regista esordiente
- Daniele Vicari - Velocità massima
- Francesco Falaschi - Emma sono io
- Michele Mellara e Alessandro Rossi - Fortezza Bastiani
- Marco Simon Puccioni - Quello che cerchi
- Spiro Scimone e Francesco Sframeli - Due amici

Migliore sceneggiatura
- Matteo Garrone, Massimo Gaudioso e Ugo Chiti -  L'imbalsamatore
- Gabriele Muccino e Heidrun Schleef - Ricordati di me
- Anna Pavignano e Alessandro D'Alatri - Casomai
- Gianni Romoli e Ferzan Özpetek - La finestra di fronte
- Piero De Bernardi, Pasquale Plastino, Fiamma Satta e Carlo Verdone - Ma che colpa abbiamo noi
- Marco Bellocchio - L'ora di religione

Migliore produttore
- Domenico Procacci - Respiro
- Domenico Procacci - Ricordati di me
- Elda Ferri - Prendimi l'anima
- Domenico Procacci - L'imbalsamatore
- Gianni Romoli e Tilde Corsi - La finestra di fronte

Migliore attrice protagonista
- Giovanna Mezzogiorno - La finestra di fronte
- Donatella Finocchiaro - Angela
- Valeria Golino - Respiro
- Laura Morante - Ricordati di me
- Stefania Rocca - Casomai

Migliore attore protagonista
- Massimo Girotti - La finestra di fronte
- Roberto Benigni - Pinocchio
- Fabrizio Bentivoglio - Ricordati di me
- Sergio Castellitto - L'ora di religione
- Neri Marcorè - Il cuore altrove
- Fabio Volo - Casomai

Migliore attrice non protagonista
- Piera Degli Esposti - L'ora di religione
- Monica Bellucci - Ricordati di me
- Nicoletta Romanoff - Ricordati di me
- Francesca Neri - La felicità non costa niente
- Serra Yılmaz - La finestra di fronte

Migliore attore non protagonista
- Ernesto Mahieux - L'imbalsamatore
- Antonio Catania - Ma che colpa abbiamo noi
- Pierfrancesco Favino - El Alamein - La linea di fuoco
- Giancarlo Giannini - Il cuore altrove
- Kim Rossi Stuart - Pinocchio

Migliore direttore della fotografia
- Daniele Nannuzzi - El Alamein - La linea di fuoco
- Maurizio Calvesi - Prendimi l'anima
- Gianfilippo Corticelli - La finestra di fronte
- Marco Onorato - L'imbalsamatore
- Dante Spinotti - Pinocchio
- Fabio Zamarion - Respiro

Migliore musicista
- Andrea Guerra - La finestra di fronte
- Banda Osiris - L'imbalsamatore
- Pivio e Aldo De Scalzi - Casomai
- Riz Ortolani - Il cuore altrove
- Nicola Piovani - Pinocchio

Migliore scenografo
- Danilo Donati - Pinocchio
- Paolo Bonfini - L'imbalsamatore
- Giantito Burchiellaro - Prendimi l'anima
- Marco Dentici - L'ora di religione
- Simona Migliotti - Il cuore altrove

Migliore costumista
- Danilo Donati - Pinocchio
- Mario Carlini e Francesco Crivellini - Il cuore altrove
- Elena Mannini - Un viaggio chiamato amore
- Francesca Sartori - Prendimi l'anima
- Andrea Viotti - El Alamein - La linea di fuoco

Migliore montatore
- Cecilia Zanuso - El Alamein - La linea di fuoco
- Claudio Di Mauro - Ricordati di me
- Patrizio Marone - La finestra di fronte
- Amedeo Salfa - Il cuore altrove
- Marco Spoletini - L'imbalsamatore

Migliore fonico di presa diretta
- Andrea Giorgio Moser - El Alamein - La linea di fuoco
- Maurizio Argentieri - Casomai
- Gaetano Carito - Ricordati di me
- Gaetano Carito - Velocità massima
- Marco Grillo - La finestra di fronte

Miglior cortometraggio
- Racconto di guerra, regia di Mario Amura (ex aequo)
- Rosso fango, regia di Paolo Ameli (ex aequo)
- Radioportogutenberg, regia di Alessandro Vannucci
- Regalo di Natale, regia di Daniele De Plano
- Space off, regia di Tino Franco

Miglior film straniero
- Il pianista (The Pianist), regia di Roman Polański
- Chicago (Chicago), regia di Rob Marshall
- Parla con lei, regia di Pedro Almodóvar
- The Hours (The Hours), regia di Stephen Daldry
- L'uomo del treno, (L'homme du train), regia di Patrice Leconte

Premio David Scuola
- La finestra di fronte, regia di Ferzan Özpetek

David speciale
- Gregory Peck
- Isabelle Huppert